# Havenziekenhuis
Het Havenziekenhuis is een voormalig ziekenhuis in de regio Rotterdam. Het ziekenhuis werd in 2017 gesloten en onder verantwoordelijkheid van zes ziekenhuizen uit de regio voortgezet als Havenpolikliniek op de adressen Haringvliet 2 en 72.

## Geschiedenis
Rotterdam werd als havenstad niet alleen met zeelieden geconfronteerd, maar ook met de exotische ziektes die zij meebrachten. Het 19e-eeuwse Coolsingelziekenhuis had een aparte afdeling voor zieke zeelieden. In Leiden werd  op 14 mei 1914 de 'Leidse Vereniging tot Bevordering van de Studie der Tropische Geneeskunde' opgericht. Bijna tien jaar later werd dat het 'Instituut voor tropische geneeskunde' dat gevestigd werd bij het Rijksherbarium aan het Rapenburg te Leiden. Omdat er in Leiden te weinig aanbod was van patiënten uit de tropen werden in 1925 de Havenpoliklinieken in Rotterdam geopend, die na korte tijd meer dan 2.500 zeelieden per jaar behandelen. Om praktische redenen werd daarom in 1927 het oude hotel Continental en het daarnaast gelegen huis aan de Oosterkade 22 en 24 en het parterregedeelte van nummer 26 omgebouwd tot 'Ziekenhuis voor Scheeps- en Tropische Ziekten' dat al snel het 'Havenziekenhuis' werd genoemd. Het ziekenhuis kreeg 75 bedden. In 1928 werd een badkamer op de eerste verdieping omgebouwd tot operatiekamer. 
Begin jaren 1930 werd besloten tot nieuwbouw van het ziekenhuis op dezelfde locatie tussen het Haringvliet en de Maas. In december 1934 vertrokken personeel en patiënten naar een noodziekenhuis dat was ingericht in voormalige kantoorpanden van Unilever aan de Westerlaan. In 1937 werd het nieuwe ziekenhuis in gebruik genomen. Het 'Ziekenhuis voor Scheeps- en Tropische Ziekten' heette vanaf toen officieel 'Havenziekenhuis'. Hoewel het Havenziekenhuis tijdens de Duitse aanval op Nederland in 1940 in de frontlinie lag, werd het niet getroffen. Ook tijdens het bombardement op Rotterdam werd het niet getroffen, alhoewel de brandgrens slechts op enkele tientallen meters was verwijderd. Tijdens de Tweede Wereldoorlog is de ontwikkeling van specialistisch ziekenhuis naar algemeen ziekenhuis ingezet, er waren geen scheepvaartverbindingen met tropische gebieden en het algemene Coolsingelziekenhuis was verwoest.
In de periode 1961-1967 werd het Havenziekenhuis verbouwd en uitgebreid. De 'Vereniging voor Tropische Geneeskunde Rotterdam – Leiden' bood bij de heropening een kunstwerk aan van Francesco Somaini dat doet denken aan een uiteenspattende meteoriet. In 2005 werd het Havenziekenhuis een dochteronderneming van het Erasmus MC.

## Sluiting
Vanwege structurele financiële problemen door hoge vaste lasten kwam de nieuwe eigenaar Erasmus MC tot de conclusie dat het Havenziekenhuis geen toekomst had. Ondanks een groeiend aantal patiënten leed het ziekenhuis verlies (in 2015 750.000 euro en in 2016 4,8 miljoen euro). Het Havenziekenhuis werd daarom gesloten en omgevormd tot een polikliniek met als aandachtsgebieden ouderengeneeskunde en tropen- en Infectieziekten.

## Polikliniek
De zorg voor de patiënten van het Havenziekenhuis werd in oktober 2017 overgedragen aan zes ziekenhuizen in de regio: Erasmus MC, Franciscus Gasthuis & Vlietland, Het Oogziekenhuis, Ikazia Ziekenhuis, Maasstad Ziekenhuis en IJsselland Ziekenhuis. Zij vormden samen de Havenpolikliniek en bieden aan het Haringvliet poliklinische zorg. Wanneer meer intensief onderzoek of behandeling nodig is vindt dat plaats bij een van de samenwerkende ziekenhuizen. Voor controle kunnen patiënten daarna weer terecht in de Havenpolikliniek. Eind 2018 is het pand eigendom geworden van Vervat Vastgoed. In december 2020 zijn de laatste zorgfuncties in het Havenziekenhuis gesloten.

## Herontwikkeling
Op de plek van het Havenziekenhuis komen twee woontorens van 70 en 110 meter van Mecanoo aan weerszijden van het monumentale deel van het ziekenhuis. In totaal zijn hier circa 450 woningen voorzien. De naastgelegen woontoren Hoge Wiek (53 meter) met 200 studenten woningen aan het Boerengat van Woonstad Rotterdam zal worden gesloopt. Op de plek komt een nieuw woongebouw met circa 350 studio’s en appartementen. De maximale bouwhoogte is 70 meter. De start van de sloop en bouw is voorzien in 2024/2025.